# Amoco Cadiz
Pour les articles homonymes, voir Cadiz.
L'Amoco Cadiz est un pétrolier supertanker de classe VLCC libérien lancé en 1974 pour la société américaine de transports pétroliers et chimiques Amoco afin de transporter du pétrole depuis le golfe Persique vers l'Europe. Son naufrage le 16 mars 1978 en bordure des côtes bretonnes, à Portsall (Finistère), provoque une marée noire considérée, aujourd'hui encore, comme l'une des pires catastrophes écologiques de l'histoire et s'inscrit comme le point culminant de la série des marées noires des années 1970 en Bretagne.

## Construction et caractéristiques
L’Amoco Cadiz est construit par le chantier naval Astilleros Españoles SA situé à Cadix, en Espagne, et lancé en 1974. Ce navire fait partie d'une commande de quatre bateaux identiques, passée par l'Amoco International Oil Company, une filiale de la Standard Oil Compagny.
Immatriculé au Liberia et affrété par la compagnie américaine Amoco Transport, il est long de 330 m pour 234 000 t de port en lourd. Il est conçu pour transporter du pétrole brut entre le golfe Persique et l'Europe, ce qu'il fait à plusieurs reprises jusqu'en 1978.

## Dernier voyage et naufrage
Le 4 février 1978, le supertanker charge 98 640 tonnes de pétrole brut à Ras Tanura, en Arabie saoudite, puis complète sa cargaison avec 121 157 tonnes de pétrole brut sur l'île de Kharg, en Iran. Cette cargaison représente 22 millions de dollars en 1970, soit 88 millions actuels. Pour ce voyage, l'Amoco Cadiz, armé d'un équipage de 44 personnes, quitte le golfe Persique le 7 février 1978 à destination de Rotterdam, via la baie de Lyme en Angleterre, escale classique pour alléger les pétroliers avant leur passage vers la mer du Nord.
Le 28 février, le navire passe le cap de Bonne-Espérance et fait une escale à Las Palmas, le 11 mars, pour se ravitailler en carburant. Trois jours plus tard, l'Amoco Cadiz rencontre des conditions météo difficiles ; ces conditions se maintiennent jusqu'après le 16 mars, date à laquelle il entre dans la Manche, en vue de faire escale le lendemain en baie de Lyme. Le super-tanker n'atteindra jamais la baie de Lyme.
Le 16 mars 1978, en panne de gouvernail depuis de nombreuses heures dans la Manche dans de mauvaises conditions météorologiques, l’Amoco Cadiz s'échoue en bordure des côtes bretonnes, sur les récifs de Men Goulven, en face du village de Portsall (faisant, aujourd'hui, partie de la commune de Ploudalmézeau, nord-ouest du Finistère), libérant 227 000 t de pétrole brut.
L'épave du navire est aujourd'hui située à la position 48° 35,31′ N, 4° 42,58′ O, à 0,7 mille ENE du phare de Corn Carhai.

### Chronologie du naufrage
| \| Brest Amoco Cadiz \| Localisation du naufrage. |
| Brest Amoco Cadiz                                 |

(Les heures indiquées ici sont des heures UTC. Il faut rajouter une heure pour avoir l'heure locale — heure française.)
Le 16 mars 1978 à 8 h, l'Amoco Cadiz, parti du golfe Persique pour Rotterdam, passe au large de l'île d'Ouessant. Il fait route à la vitesse de 9,5 nœuds.
- 9 h 45 : alors que la mer est particulièrement agitée, avec un vent d'ouest force 8, des rafales à 9-10 et que la mer est formée avec des creux de 8 m, le pétrolier tombe en avarie de gouvernail à 7,5 milles d'Ouessant : le safran du gouvernail, qui fonctionne normalement grâce à de puissantes pompes hydrauliques est hors de contrôle à la suite d'une rupture de l'alimentation d'huile que les mécaniciens tentent sans succès de réparer en pataugeant dans l'huile, avant que le système soit jugé irréparable par l'équipage. En effet, le système se retrouve à court d'huile, si bien que le safran n'est bientôt plus retenu et vient heurter violemment ses butées, les brisant en projetant du métal dans le compartiment et détruisant ce qui reste des conduits hydrauliques[note 1].La direction est donc bloquée et fait virer le pétrolier sur bâbord. Un premier message radio de sécurité TTT est envoyé sur 500 kHz, stipulant la non-manœuvrabilité du bateau et demandant aux autres bâtiments de se tenir à l'écart. Mais le pétrolier n'envoie pas de signal de détresse, si bien que ni Radio-Conquet ni les sémaphores n'alertent le CROSS ou la Marine Nationale.
- 11 h 5 : le capitaine Pasquale Bardari[8] de l'Amoco Cadiz prend contact avec la station Le Conquet radio et s'enquiert de la station de remorquage la plus proche. Il lui demande plusieurs communications téléphoniques avec les armateurs et les affréteurs afin que ceux-ci négocient le contrat d’assistance. Ne pouvant contacter ses armateurs à Chicago à cause du décalage horaire, le capitaine essaie de prévenir des représentants de la compagnie Amoco basés à Gênes et Milan.
- 11 h 20 : le capitaine Pasquale Bardari demande l'assistance d'un remorqueur car l'avarie ne peut être réparée. Un appel d'urgence XXX est envoyé sur 500 kHz. Le pétrolier est alors à 10 milles au nord d'Ouessant. La compagnie maritime allemande Bugsier (de), qui est quasiment la seule à proposer des services de remorquage en haute mer sur la côte finistérienne, dispose de deux remorqueurs, le Pacific et le Simson, pouvant se dérouter. Le premier, moins puissant[note 2], est à 13 milles de là, à proximité de Portsall, et peut intervenir rapidement, alors que le second est situé au large de Cherbourg.
- 11 h 28 : prise de contact directe entre l’Amoco Cadiz et le Pacific. Ce dernier fait demi-tour et contacte son armateur, la société Bugsier. L’Amoco Cadiz tente de joindre son assureur à Chicago car le Pacific propose un contrat fondé sur le Lloyd's open form, qui est censé éviter les négociations avant les opérations d'assistance[note 3]. Voir aussi ici [9]. Bugsier contacte un autre de ses remorqueurs, le Simson, plus puissant (16 000 chevaux), mais situé alors au large de Cherbourg (soit à près de 10 heures de navigation de l'Amoco Cadiz), pour qu'il se déroute.
- 12 h : le Pacific est à 6 milles du pétrolier. Aucune certitude quant à l'accord sur l'assurance. Le Pacific se rapproche encore car le pétrolier a déjà dérivé de 2 milles sous l'effet du vent et est à la limite sud du rail d'Ouessant.
- 13 h 15 : première tentative de passage de la remorque alors que l’Amoco Cadiz refuse la nouvelle offre d'assistance. Le commandant du Pacific, Hartmut Weinert[note 4], fait envoyer une touline pour hisser la remorque, sur le pétrolier. Cette remorque est constituée d'un gros câble d'acier et d'une chaîne. L'ensemble pèse 15 tonnes.
- 13 h 31 : la remorque est tournée sur l’Amoco Cadiz.
- 14 h 5 : le remorqueur commence à tirer lentement.
- 14 h 49 : le Pacific a laissé filer 1 000 m de remorque et porte ses moteurs à 80 % de ses capacités (250 tr/min). Malgré cela, les deux bateaux dérivent vers l'est.
- 15 h 15 : l’Amoco Cadiz refuse une nouvelle fois la proposition de contrat sur la base du Lloyd's open form.
- 16 h : le contrat est finalement accepté et signé entre Chicago et Hambourg (siège de Bugsier). Le Simson prévoit d'arriver vers 23 h.
- 16 h 18 : la chaîne de remorque casse. À ce moment, le pétrolier s'est évité et se trouve orienté vers le sud. Le capitaine du pétrolier décide de mettre les machines en arrière pour s'éloigner de la côte, malgré son avarie de gouvernail.
- 17 h 5 : les 980 m de remorque sont ramenés à bord du Pacific. À cause de la houle, deux matelots sont blessés, mais le remorqueur se prépare à repasser la remorque.
- 18 h 20 : nouvelles tentatives de remorquage, par l'arrière du pétrolier. Les deux bateaux se sont éloignés l'un de l'autre.
- 18 h 40 : le Pacific se dirige vers le pétrolier.
- 18 h 53 : les officiers des deux bateaux ne sont pas d'accord sur la manœuvre : le capitaine de l’Amoco Cadiz préférerait être remorqué par la proue.
- 19 h 10 : la touline est lancée, mais n'a pas pu être récupérée.
- 19 h 26 : après deux autres échecs, la quatrième tentative sera fructueuse. L'équipage ramène la touline mais celle-ci casse et la remorque retombe à l'eau.
- 19 h 40 : le courant est plus fort, à présent, et les deux bateaux continuent à dériver.
- 19 h 55 : l’Amoco Cadiz se prépare à jeter l'ancre pour limiter la dérive.
- 20 h 4 : l'ancre est mouillée.
- 20 h 7 : le Pacific a renvoyé l'amarre qui est tournée sur le treuil du pétrolier.
- 20 h 15 : le Simson est à 40 milles. La prise de la remorque se poursuit. À ce moment, le risque d'échouement est très important et il devient urgent de remorquer le pétrolier.
- 20 h 28 : le guindeau, treuil de relevage de l'ancre, se casse et est arraché.
- 20 h 37 : le câble de remorquage est finalement tourné sur une paire de bittes d'amarrage.
- 20 h 55 : le remorqueur laisse filer 400 m et commence à tirer. Le pétrolier est toujours mouillé et espère pouvoir tourner.

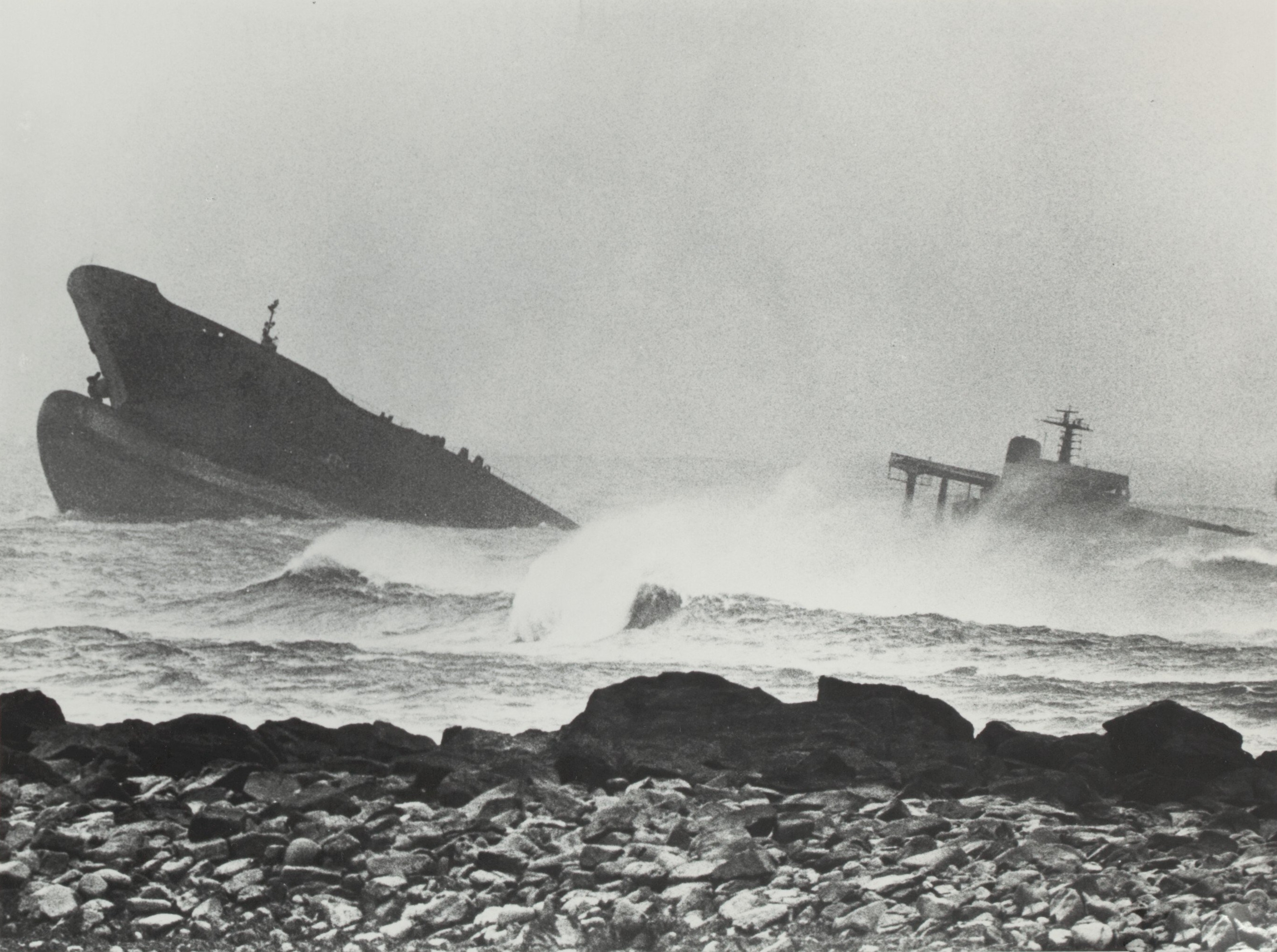
L'Amoco Cadiz vu depuis Portsall

- 21 h 4 : le pétrolier talonne (touche le fond) pour la première fois. Il roule sous les vagues et ses machines sont noyées.
- 21 h 10 : l’Amoco Cadiz est privé d'éclairage et de radio.
- 21 h 39 : le pétrolier talonne une seconde fois.
- 21 h 43 : le pétrolier lance des fusées de détresse, la marée noire commence.
- 21 h 50 : un appel de détresse SOS est envoyé sur 500 kHz. Le capitaine Weinert du Pacific fait demander un hélicoptère pour évacuer l'équipage de l’Amoco Cadiz. Il met les machines au maximum pour tenter de déséchouer le pétrolier.
- 22 h 12 : la remorque casse et est récupérée sur le Pacific.
- 22 h 30 : le Simson arrive sur les lieux.
- 24 h : l'équipage de l’Amoco Cadiz est hélitreuillé par les équipages des hélicoptères Super Frelon de la 32e flottille de la Marine nationale basée à Lanvéoc-Poulmic. Seuls le capitaine et un officier restent à bord.
- 1 h 45 : 42 personnes sur 44 sont évacuées. Les deux derniers, le capitaine Bardari et un officier, doivent attendre jusqu'à 5 h avant de pouvoir quitter le navire.

Le 17 mars au matin, les habitants de la pointe bretonne sont réveillés par une odeur de mazout et croient alors à une panne de chaudière dans leur maison, avant de découvrir la coque brisée du pétrolier au niveau du château arrière.

### Contexte particulier
Il s'est avéré que la Marine nationale était absente sur cet événement, car elle n'a pris conscience que très tardivement du problème, à 20 h 40 lorsque le veilleur du sémaphore de la pointe Saint Mathieu est averti de la présence du pétrolier à proximité de Portsall et transmet l'information au centre de commandement de la marine. Or, la Marine n'aurait de toute manière pas eu les moyens d'agir : sur les trois remorqueurs de haute mer affectés à la zone où a eu lieu le naufrage, seul le Malabar était disponible mais à une dizaine d'heures de route du lieu de l'accident. Le deuxième remorqueur était en maintenance et l'autre était en mission au large de Terre-Neuve. D'autre part, les remorqueurs de haute mer de la marine sont destinés à porter assistance aux sous-marins nucléaires qui ne déplacent que 9 000 t. Ils sont donc moins puissants (4 600 ch pour le Malabar).
Certains des sémaphores (tels que l'Aber-Wrac'h et Molène) n'avaient pas de radar et effectuent donc uniquement une veille optique,. Les mauvaises conditions météo n'ont pas joué en leur faveur. D'autre part, les informations ont eu du mal à circuler entre les sémaphores du Stiff, Créac'h et Molène d'une part, et l'échelon opérationnel de la préfecture maritime d'autre part, donnant ainsi une vision incomplète ou erronée de la situation pour les autorités à terre.
Les Affaires maritimes, dont une des missions est de surveiller le trafic maritime, ne disposaient, au moment des faits, que du centre de surveillance du cap Gris-Nez dépendant du CROSS Manche basé à Jobourg. Par la suite, deux autres centres de surveillance situés à Jobourg et Corsen seront mis en service.

## Marée noire

### Conséquences en mer

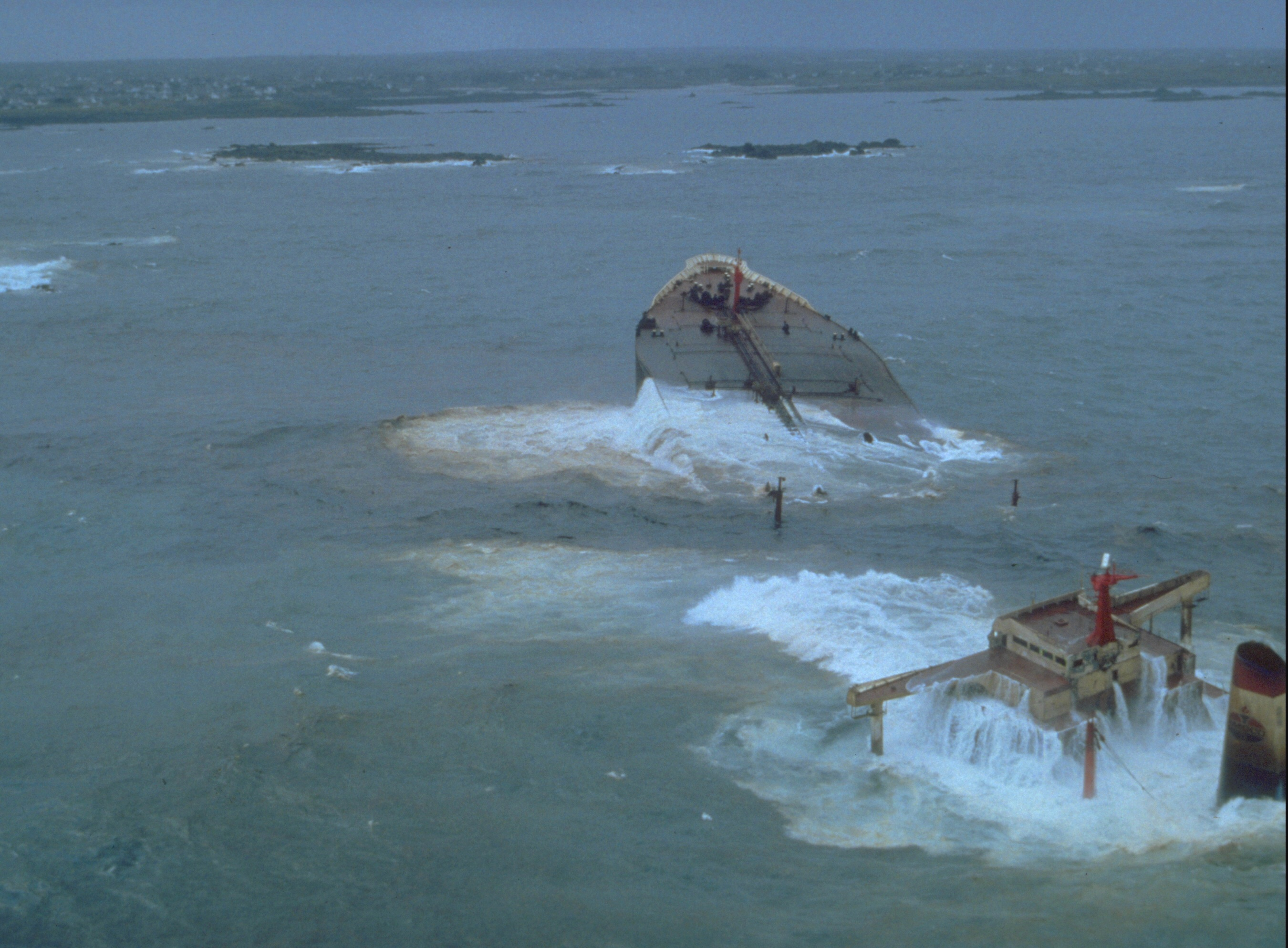
L'Amoco Cadiz face aux côtes du Finistère.

La Société Shell-France prévoit, dès le 17 mars à 0 h 33, d'envoyer des pétroliers-allégeurs. Il s'agit de 3 navires d'une capacité de 65 000 t, 100 000 t et 18 000 t. Dans la journée du 17, les bateaux sont en place mais n'ont pas de pompe pour transférer le pétrole, Shell prévoyant d'en faire venir des États-Unis. La Marine nationale avait alors un projet de station de pompage qui consiste en la mise en place, sur le navire, d'une source d'énergie destinée à alimenter des pompes immergées dans les soutes de l’Amoco Cadiz. Les moyens nécessaires à la mise en place de ce projet étaient disponibles et installés 10 à 15 jours après le naufrage. Toutefois, l'installation ne pouvait se faire pendant la tempête, et pendant ce temps, le bateau continuera à répandre son pétrole dans la mer. Le 24 mars, le navire se casse en deux. Le 25 mars, le pétrolier avait perdu 85 % à 90 % de sa cargaison et le pompage de la cargaison était devenu inutile.
L'épave est bombardée par hélicoptère et dynamitée le 29 mars par les plongeurs démineurs de la Marine nationale pour vider le reste du pétrole directement et éviter ainsi un suintement permanent des soutes qui aurait souillé les côtes des semaines durant.
Le pompage des nappes d'hydrocarbures en mer étant rendu difficile voire impossible à cause de la houle, des dispersants seront utilisés pour favoriser la dilution du pétrole dans l'eau et limiter les dégâts à terre. Malgré cela, des associations de protection de l'environnement dénoncent l'aspect toxique de ces dispersants, se rappelant le naufrage du Torrey Canyon survenu 11 ans plus tôt. Leur utilisation sera, pour cette raison, bannie des zones où la profondeur est inférieure à 50 m car le brassage de l'eau y est insuffisant.

### Conséquences à terre
50 000 à 60 000 tonnes de pétrole brut sont déversées sur près de 375 km de côtes bretonnes, entre la baie d'Audierne et Saint-Brieuc (l'état maximum de pollution est atteint fin avril 1978).

Zones littorales et maritimes touchées par la marée noire.

Le plan Polmar est déclenché le 16 mars 1978 à 23 h 45. Deux heures plus tard (à 1 h 45), une première réunion a lieu à Paris sous la houlette de la Direction de la sécurité civile. Le 17 mars est ponctué d'autres réunions dont les conclusions sont les suivantes :
- acheminement de tous les barrages flottants sur les lieux du sinistre (ils sont disposés entre le 16 et le 25 mars mais se révèlent peu efficaces en raison de la houle et du personnel non formé à leur pose[18]) ;
- mise en alerte de la Grande-Bretagne, la Belgique, les Pays-Bas, l'Allemagne fédérale, la Suède, la Norvège et le Danemark afin d'obtenir leur aide ;
- pas d'avis d'incendie à bord ;
- tentative d'allègement du pétrolier dès la fin de la tempête.

Le 19 mars, le plan Polmar est étendu aux Côtes-d'Armor pour prévenir l'arrivée des nappes de pétrole.
Entre le 17 mars et le 7 mai, la Marine nationale met à disposition 4 500 hommes et 50 bateaux. Les sapeurs-pompiers viennent également en renfort. Des unités volontaires de l'armée de terre sont envoyées sur place ; en particulier issues du dispositif opérationnel des Forces françaises en Allemagne (2e corps d'armée).
Du 17 au 24 mars, en moyenne, 420 hommes par jour se relaient sur 6 chantiers.
Du 25 mars au 10 avril, en moyenne, 4 595 hommes par jour se relaient sur 66 chantiers.
Du 11 avril au 7 mai, en moyenne, 7 447 hommes par jour se relaient sur 90 chantiers. Ce nettoyage mobilise 14 000 personnes, dont 7 000 militaires.
Les agriculteurs se sont mobilisés dès les premiers jours, utilisant des tonnes à lisier, nombreuses dans cette région d'élevage porcin. Par la suite, l'ampleur des dégâts conduit les autorités à faire appel à un nombre croissant de camions d'assainissement qui pompent le pétrole stocké dans des fosses et partent vers les gares et le port de Roscoff, d'où ils sont expédiés vers les unités de dégazage existant à Brest, Nantes, Saint-Nazaire et Le Havre. Du 16 mars au 12 avril, ce sont, en moyenne, 1 000 véhicules par jour qui auront participé au nettoyage.
Des centaines de volontaires mobilisés par des associations d'écologistes sont aussi venus ramasser le goudron à la main et à la pelle. Les autorités disent[réf. nécessaire] avoir mis six mois pour faire pomper ou disperser le pétrole et nettoyer les côtes bretonnes. Mais en réalité, les grands nettoyeurs ont été les vagues et des bactéries naturelles.[réf. souhaitée]
Dans l'urgence, les déchets pétrolifères ramassés ont été rassemblés puis enfouis dans le sol sur une centaine de sites choisis, dans les Côtes-d'Armor et le Finistère.

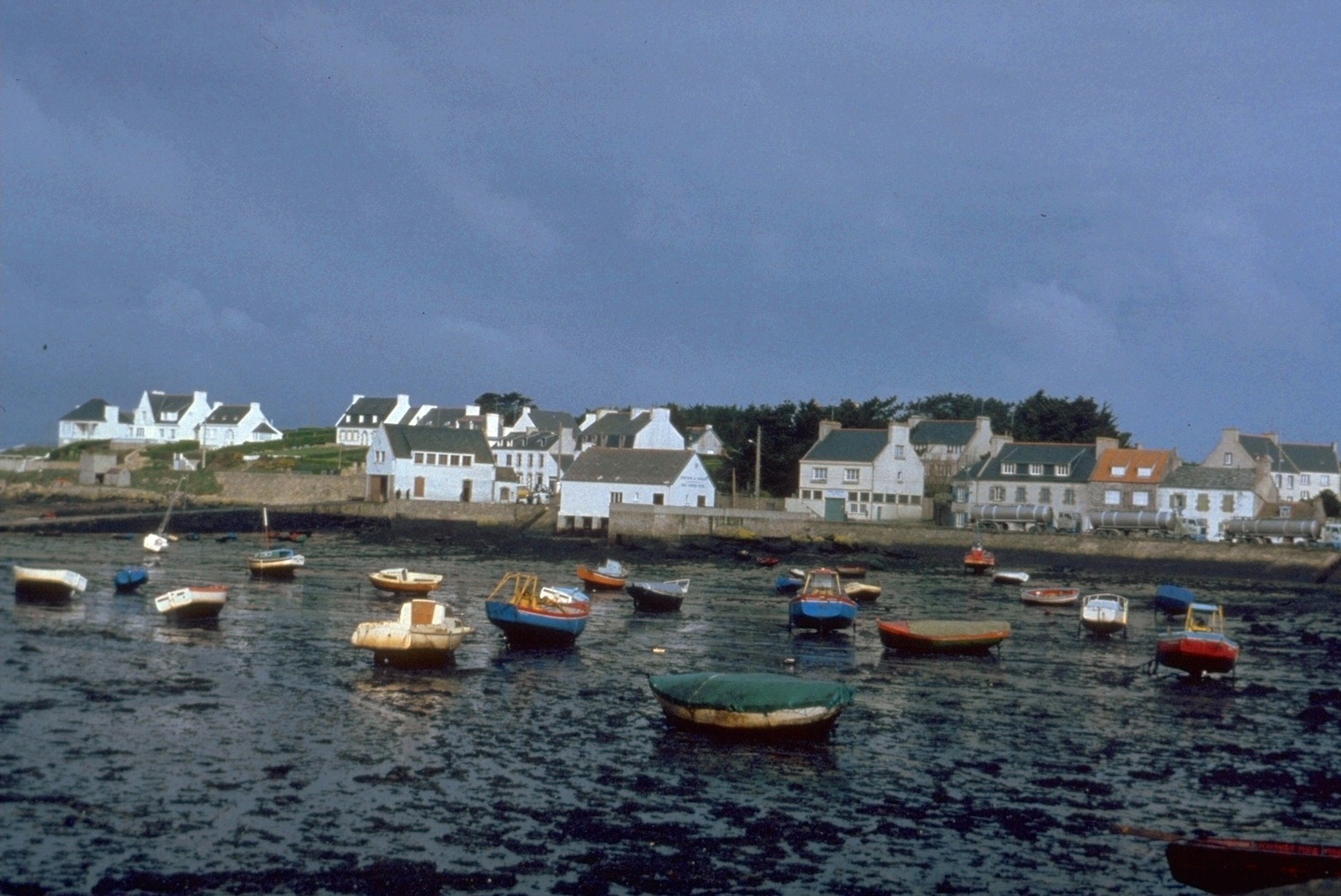
Portsall pollué
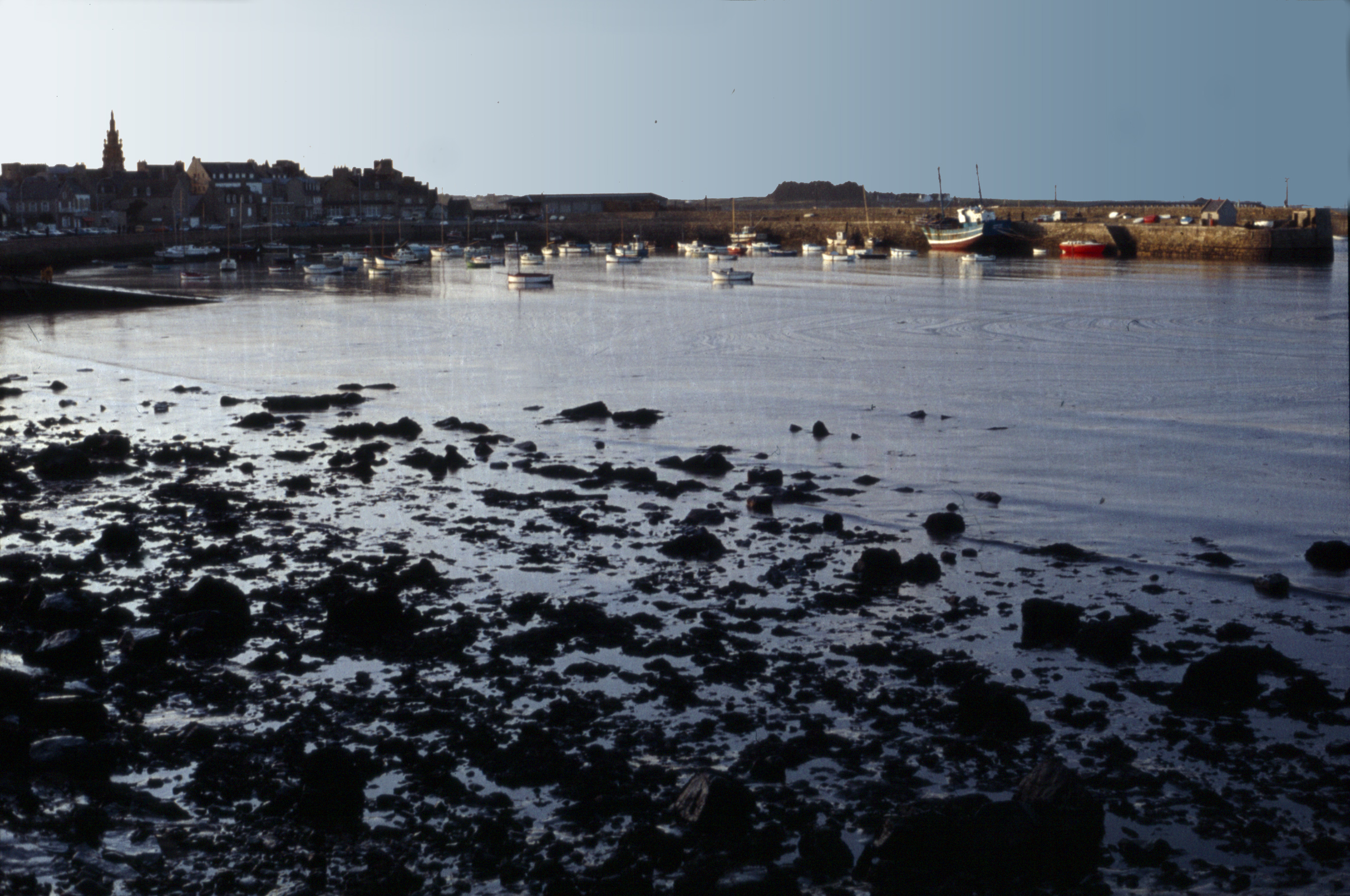
Roscoff pollué
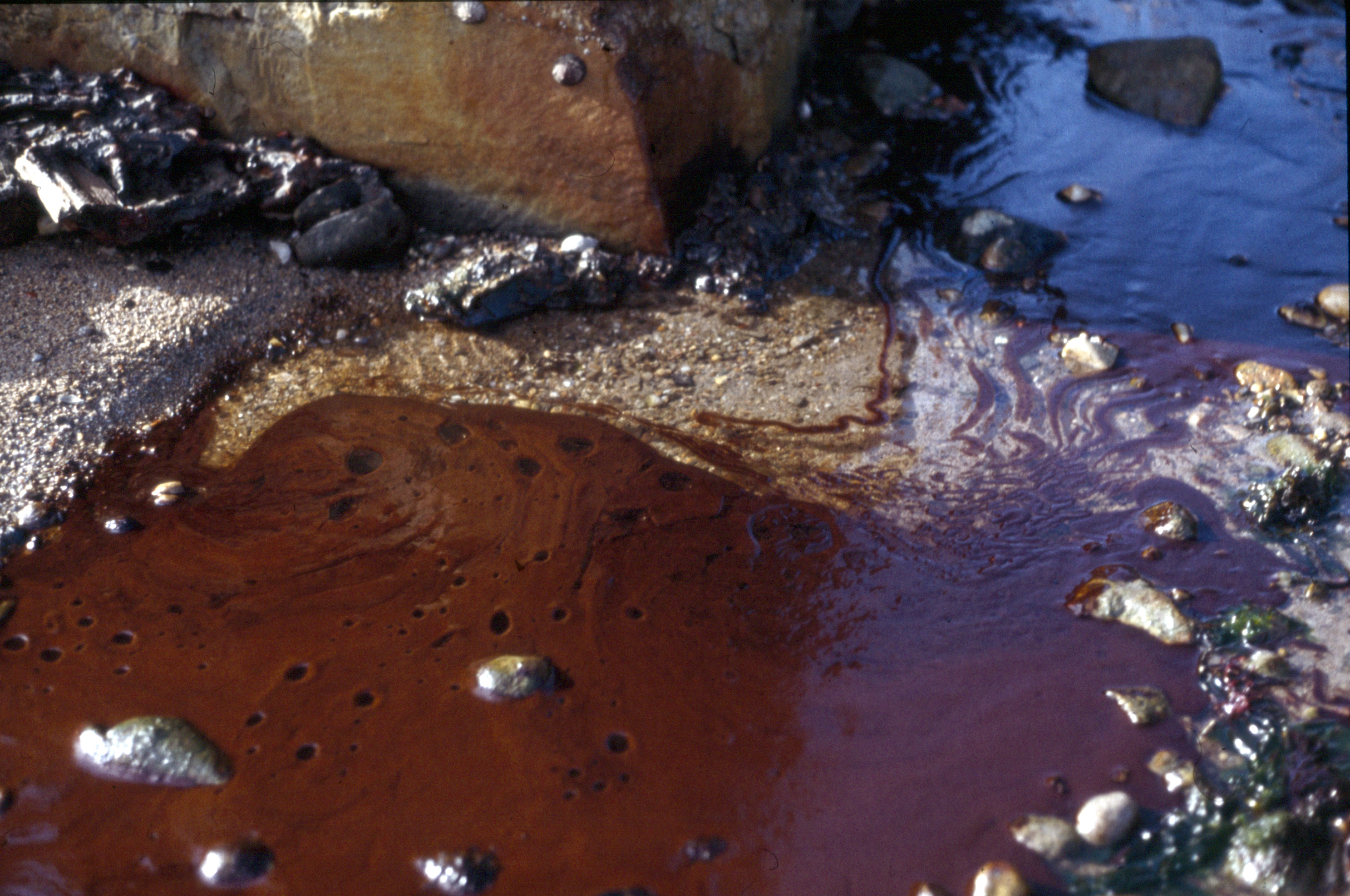
Marée noire à Roscoff
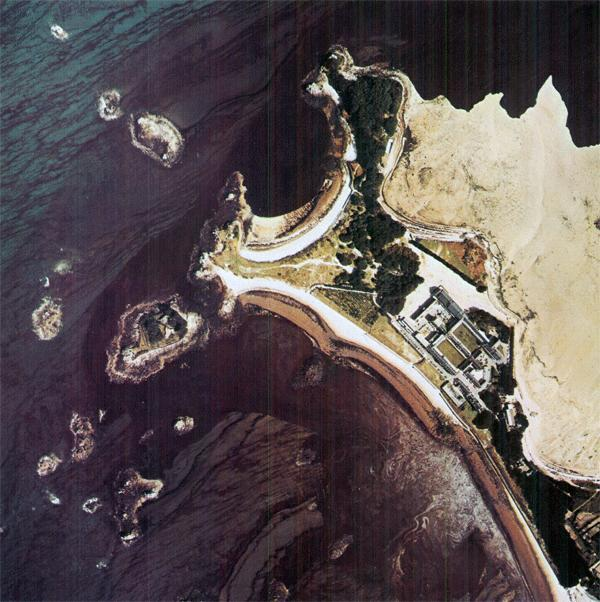
Pollution à la pointe des Jacobins, ouest de Roscoff
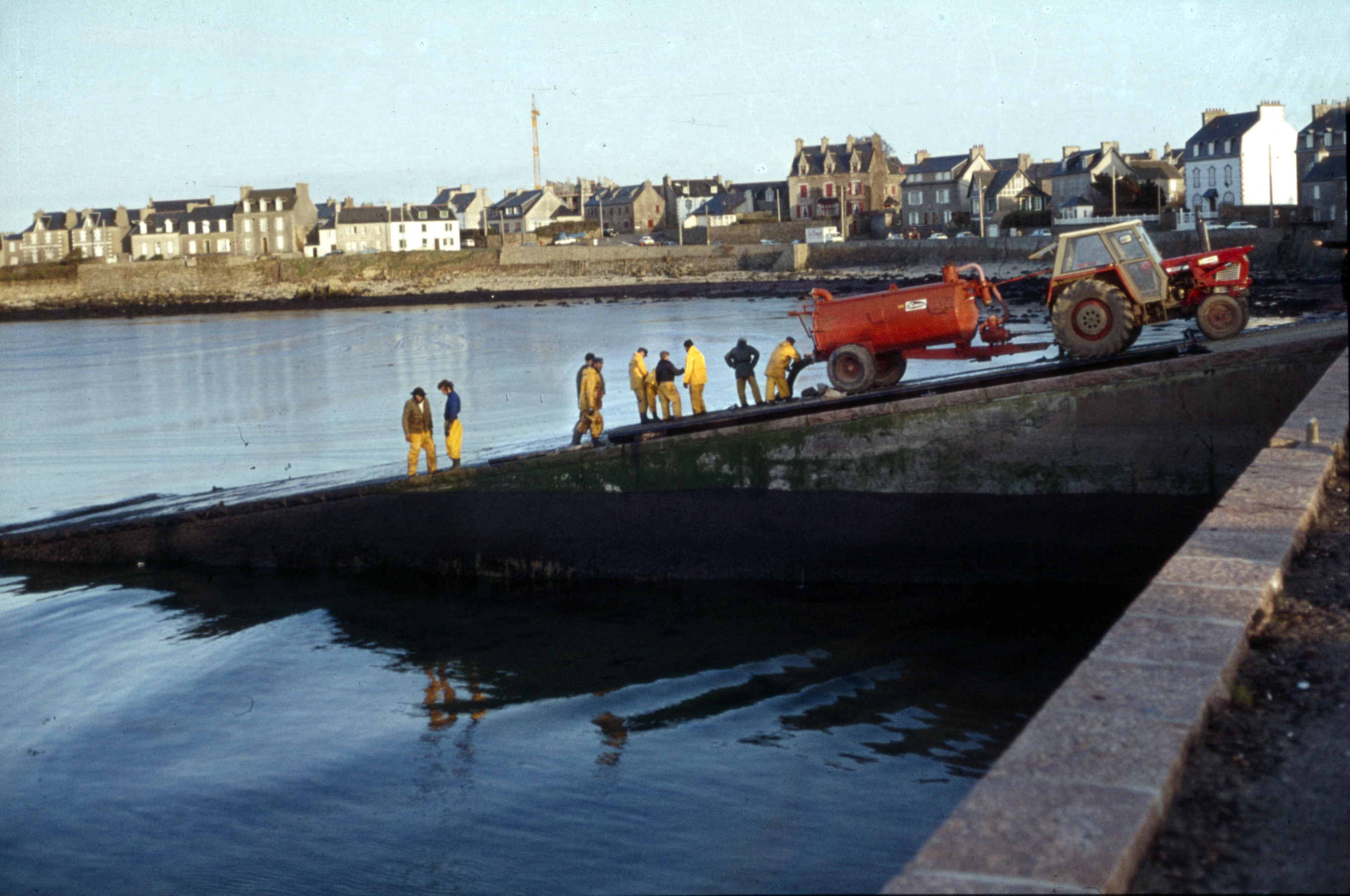
Pompage à Roscoff
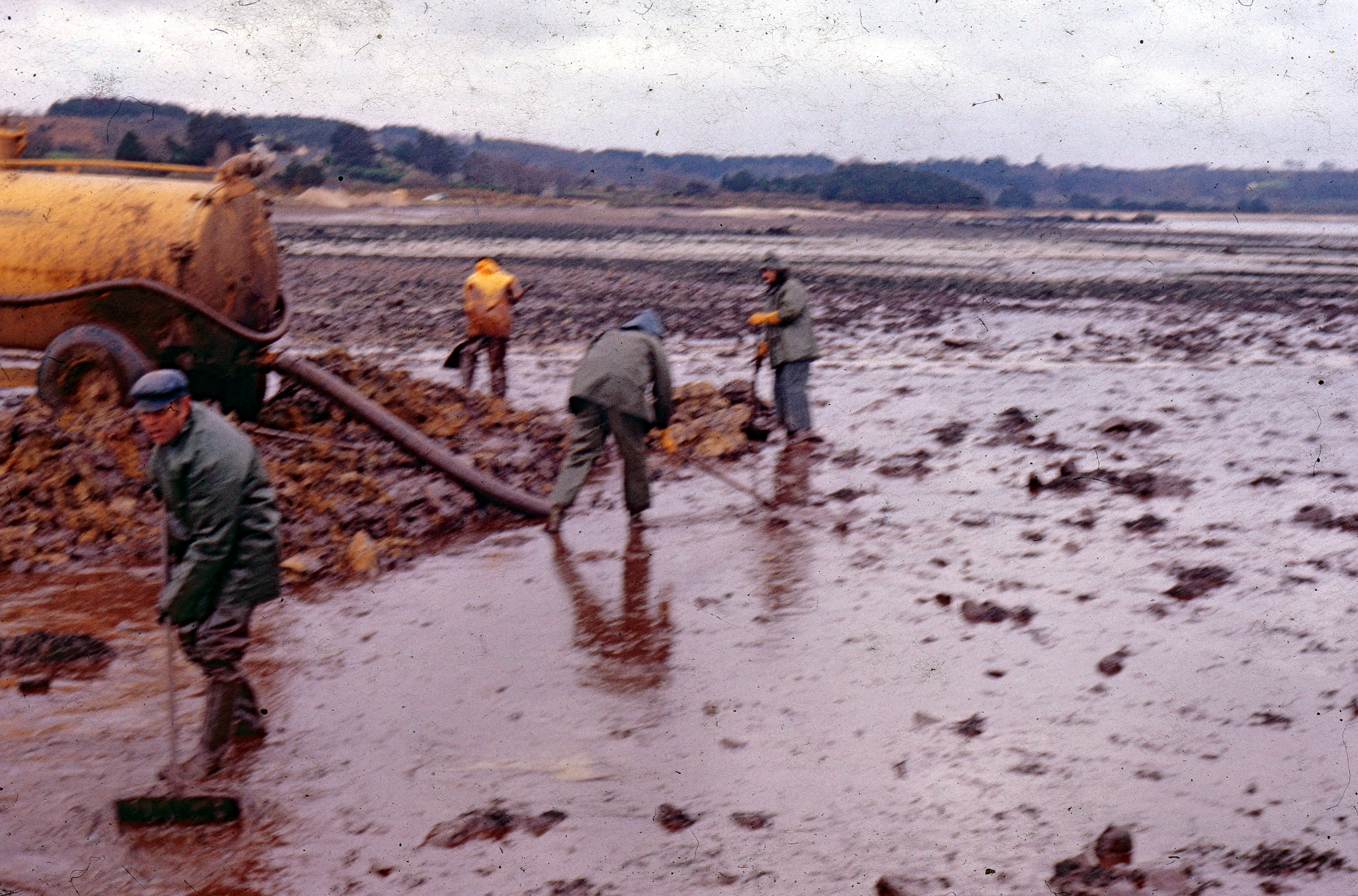
Nettoyage manuel d'une des plages de Plougrescant (Côtes-d'Armor) par des bénévoles (notamment des agriculteurs) équipés de ciré, de bottes et de gants, armés de pelles, de râteaux et de seaux.
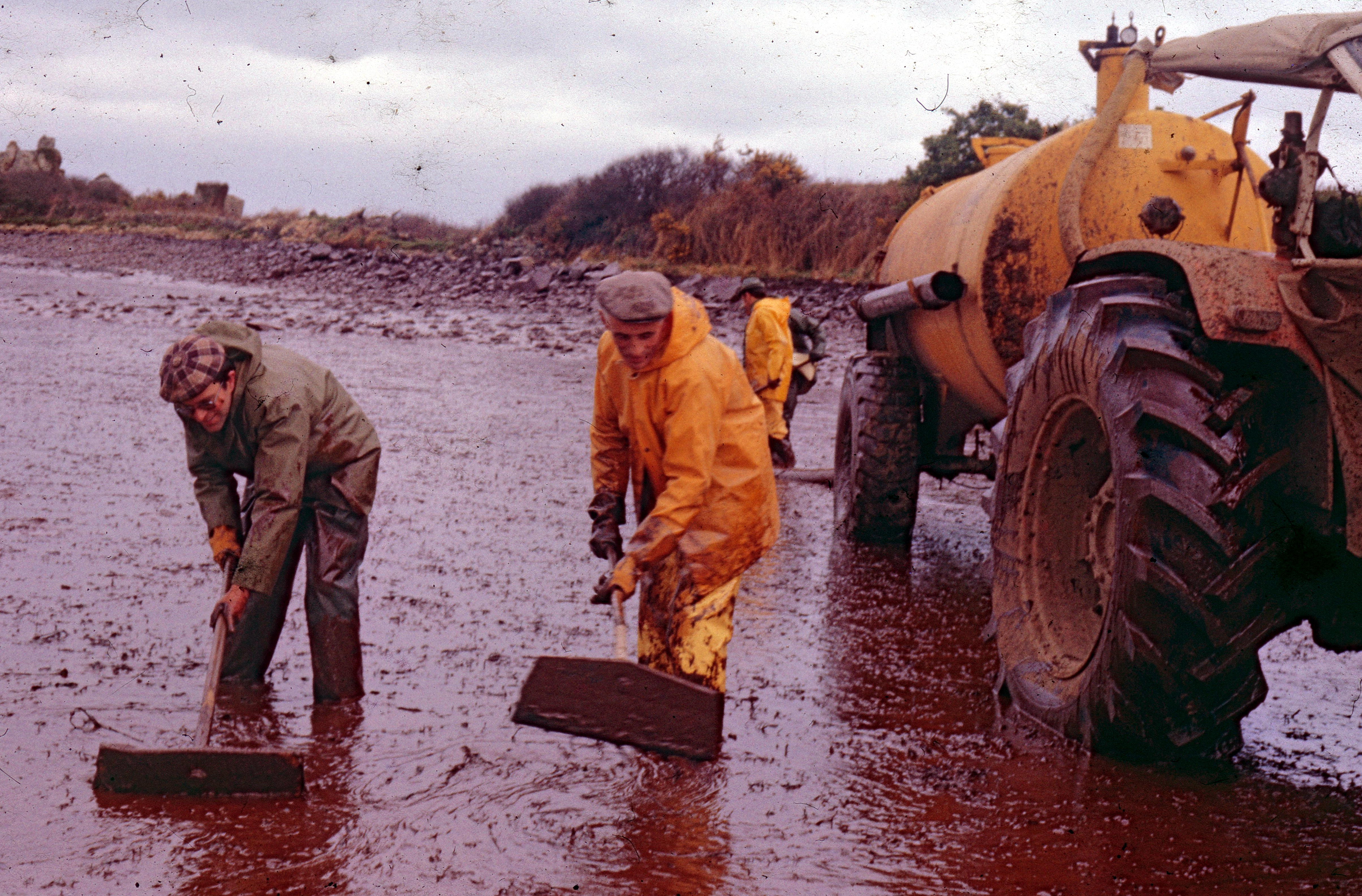
Nettoyage d'une des plages de Plougrescant (Côtes-d'Armor). Rabots et tonne à lisier.

### Conséquences sur la faune et la flore

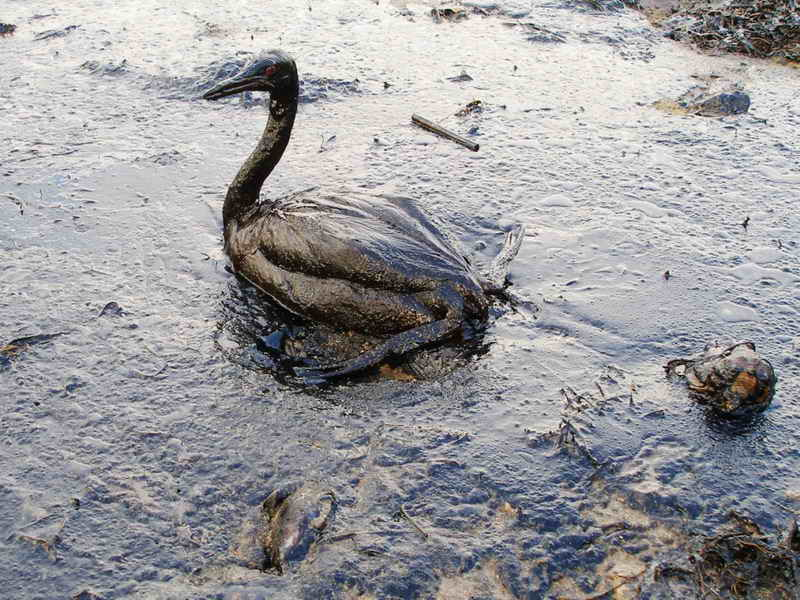
Le symbole le plus utilisé dans les stratégies discursives et iconographiques, diffusé par les journalistes, brandi par les manifestants comme emblème d'un patrimoine collectif souillé et comme moyen d'apitoiement, est l'oiseau mazouté.

Les dégâts causés par le pétrole se ressentent sur l'écosystème : 30 % de la faune aquatique et 5 % de la flore marines sont détruits sur une surface de 1 300 km2. On dénombre 3 000 à 4 000 cadavres d'oiseaux et on estime que 10 000 au total ont péri, voire plus, le facteur de mortalité étant difficile à estimer (difficulté à estimer le rapport entre la mortalité observée et la mortalité réelle, les estimations allant de 19 000 à 37 000 oiseaux tués). L'arrivée des nappes à une période de nidification des oiseaux a aggravé la situation. Le bilan de mortalité des oiseaux marins liée à cette marée noire apparaît étonnamment faible par rapport aux hécatombes produites par certains incidents de moindre envergure
Les poissons, coquillages et crustacés ont également été touchés. On estime que 35 espèces de poissons ont été touchées, ayant absorbé des polluants, et que 22 tonnes de poissons et de crustacés ont disparu.
La flore a été relativement épargnée car on a observé que certaines algues ont une aptitude à dégrader le pétrole. Malgré tout, de nombreuses algues ont subi engluement ou intoxication au pétrole.
L'étude des successions écologiques a montré que le littoral touché par la mer noire a mis en moyenne cinq à sept ans avant de restaurer son écosystème (notion de résilience écologique). Si, sur les rivages les plus brassés et les mieux oxygénés, les populations initiales ont retrouvé cet état, les taux de rétablissement des populations sont plus faibles sur des sites plus abrités et moins rapidement décontaminés,.

## Après la catastrophe

Une des deux ancres de l'Amoco Cadiz exposée à Portsall, en face du bâtiment l'Ancre an Eor. Récupérée pour les besoins de l'enquête, elle est scellée sur le terre-plein du port. Un texte, gravé dans la pierre, rappelle l'événement.

Après la catastrophe, en France, plusieurs organisations écologistes exercent des pressions sur la société Shell, à laquelle ce pétrole était destiné, qui vont de l'occupation du siège parisien de l'entreprise à l'appel au boycott. Prétextant que la Shell France (distribution) était une société différente de la Shell internationale, celle-ci fit un procès pour obstruction commerciale à certaines de ces associations (dont Les Amis de la Terre de Brice Lalonde avec Corinne Lepage). Elle gagna ce procès et une énorme somme pour le préjudice financier théorique, mais n'a pas vraiment osé récupérer cet argent[réf. souhaitée].
Côté infrastructures, la catastrophe a largement mis le doigt sur les lacunes en matière de prévention des naufrages dans la zone du rail d'Ouessant. À la suite de ce naufrage, les autorités vont équiper les sémaphores de moyens modernes tels que des radars. Ainsi, en 1979, est décidée la construction de tour-radar et la mise en place du Cross Corsen, les deux étant opérationnels en 1982. La Marine ne disposant pas de remorqueurs de haute mer spécialisés dans l'assistance, le Comité interministériel de la mer décide de lui confier l'affrètement de remorqueurs d'intervention plus puissants qui doivent être disponibles en permanence sur les trois façades maritimes : la compagnie des Abeilles, spécialisée dans les remorqueurs de port, loue alors des remorqueurs de haute mer. Dès septembre 1979, l'Abeille Flandre, stationné à Brest pour intervenir rapidement dans le rail d'Ouessant, l'Abeille Languedoc, stationné à Cherbourg, et l'Abeille Provence stationné à Toulon, sont mis en place sous l'autorité du préfet maritime. D'autres améliorations sont apportées au système de prise en charge de navires en détresse, telles que la création du CEDRE quatre mois après le naufrage, la mise en place des procédures à adopter en cas d'urgence, notamment en matière de communication, et une lutte plus active contre les pavillons de complaisance afin d'éviter que des navires en mauvais état et sujets aux avaries ne prennent la mer.
Le débat autour des conséquences de développement économique sur l'environnement quitte le domaine politique pour s'inviter dans le quotidien des foyers bretons. Il s'inscrit alors dans des initiatives citoyennes marquées par une démarche de mobilisation populaire et de formation de collectifs de lutte. Cela se traduit, lors de manifestations dans les années 1979-1980, par le rassemblement des Bretons du Nord dénonçant les marées noires et les Bretons du Sud se mobilisant contre le projet de centrale nucléaire de Plogoff. « Le lien entre la dénonciation des marées noires et le mouvement antinucléaire se lit dans le slogan « Mazoutés aujourd'hui, radioactifs demain ». La formule sera reprise de façon systématique dans la presse militante… En janvier 1980, à propos du projet de Plogoff, Brice Lalonde, un des leaders du mouvement écologiste, évoquait devant la presse « la perspective d'un Amoco Cadiz nucléaire » ».
Les retombées économiques sont directes. La région étant très dépendante des métiers de la mer, c'est une véritable crise qui touche, cette année-là, les pêcheurs et ostréiculteurs. Les touristes vont aussi se faire plus rares, cette année-là, craignant la présence de résidus de pétrole sur le littoral. Les hôteliers ont vu leur chiffre d'affaires baisser de 50 %.
À l'époque, le maire de Portsall (commune de Ploudalmézeau), Alphonse Arzel se fait connaître en incarnant la défense des intérêts de sa commune et de toutes celles dont les côtes ont été souillées par la marée noire, et en fondant en 1980, aux côtés de Charles Josselin (jeune député-maire et président du conseil général des Côtes-d’Armor, futur ministre de la Mer) et Jean-Baptiste Henry (conseiller municipal de Plouguiel et ingénieur à l'INRA apportant ses compétences scientifiques), le Syndicat mixte de protection et de conservation du littoral nord-ouest de la Bretagne (devenu depuis Vigipol).

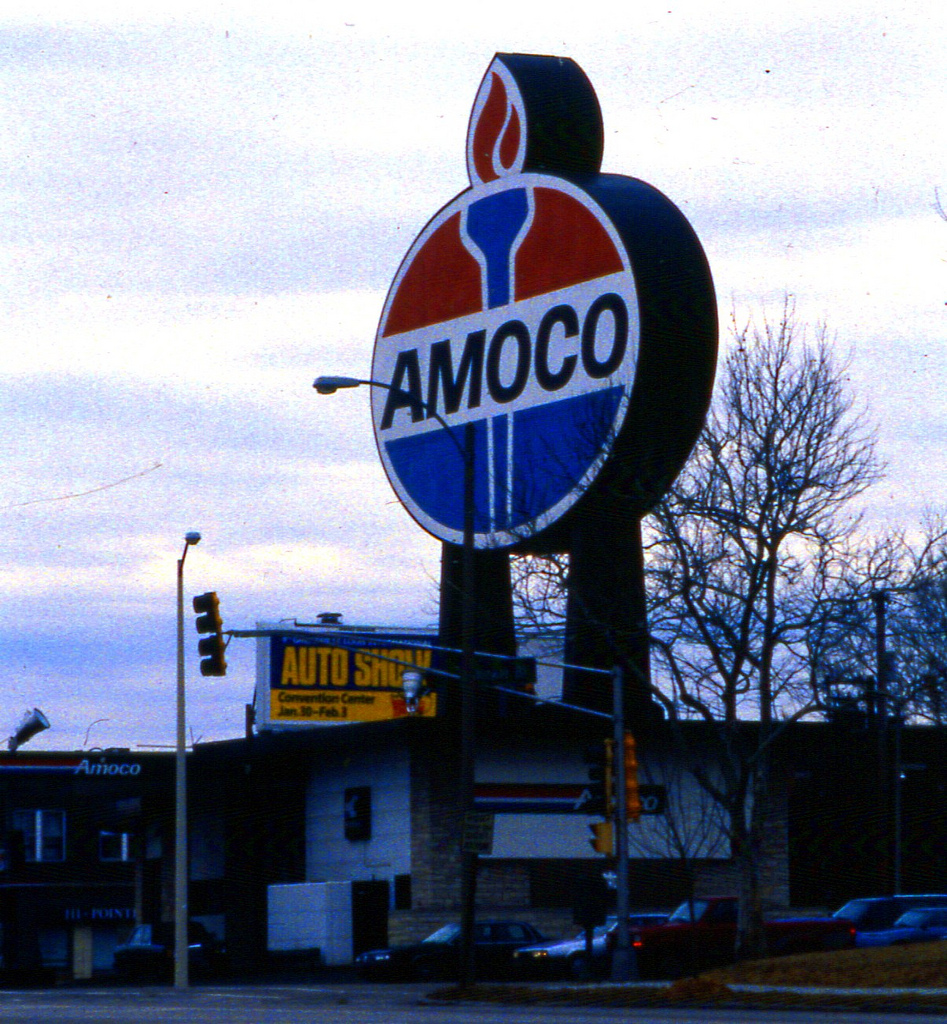
Logo de la société Amoco sur une station service

Le procès qui s'ouvre le 4 mai 1982 au siège de la cour fédérale de l'Illinois, à Chicago, débute par une surprise : cinquante-cinq élus bretons capèlent leur écharpe bleu, blanc, rouge et descendent dans la rue de la ville américaine, décidés à attirer ainsi l'intérêt du public américain qui est déjà retombé pour une affaire qui ne l'intéresse pas directement et dont la procédure juridique complexe est appelée à durer des années.
En première instance, le juge Frank James McGarr (en) du tribunal de district de Chicago rend, le 18 avril 1984, son verdict et déclare les sociétés Amoco International, Amoco Transport, Standard Oil of Indiana et les chantiers espagnols « Astilleros » de Cadix solidairement responsables de la catastrophe écologique. En mai 1986 s’ouvre la deuxième partie du procès sur les indemnités, qui se conclut le 24 juillet 1990 par le jugement de McGarr qui n'octroie que 123 millions de francs au Syndicat mixte, en dédommagement de la marée noire pour les communes, et 202 millions pour l'État, au titre du préjudice économique (frais de dépollution, pertes de recettes liées au tourisme, à la pêche, à l’ostréiculture et à toute activité liées à celles-ci), la majorité des réparations du préjudice moral (atteinte à l'image de marque) et du préjudice écologique étant écartées. Les membres du Syndicat sont déçus par le rejet des deux tiers des dommages par le juge : certes, les frais du procès sont couverts, mais l'ambition du Syndicat était tout autre. Des 587 millions de francs de dédommagement qu'elles réclamaient (estimation du préjudice total), les quatre-vingt-dix communes ou associations bretonnes n'en ont obtenu que 46 (soit un peu plus de 90 millions avec intérêts, à peine plus que le coût du procès). L'État français s'en tire un peu mieux car il réclamait 428 millions de francs correspondant aux sommes engagées pour effacer les traces du naufrage. Surtout, « les maires sont blessés par l’accusation de tricherie sur les montants, par la négation de leur bonne foi : ils se sentent insultés et trahis ». Le Syndicat mixte fait donc appel et obtient finalement 226 millions de francs, le 24 janvier 1992. C'est la première fois au monde qu'une compagnie pétrolière est contrainte par la justice à verser aux plaignants d'une pollution de ce type une somme importante, mais la déception est immense.
La société Amoco fait appel, dans un jugement prononcé le 24 janvier 1992, soit presque 14 ans après l'accident, la Cour d'appel des États-Unis pour le septième circuit condamne Amoco et donne raison aux communes et à l'État français. Le jugement accorde une compensation financière de 1 257 millions de francs aux plaignants, soit environ la moitié des préjudices estimés, le juge ayant pris en compte les préjudices économiques, le travail des bénévoles et la perte d'image. La société Amoco doit verser 226 millions au Syndicat mixte de protection et de conservation du littoral nord-ouest de la Bretagne (devenu depuis Vigipol). L'État français, qui a reçu plus d'un milliard, accorde au Syndicat mixte en supplément 100 millions sous forme de don, afin de dédommager les victimes négligées par le dernier jugement et de rembourser les frais des communes qui s'étaient jointes au combat par solidarité. 

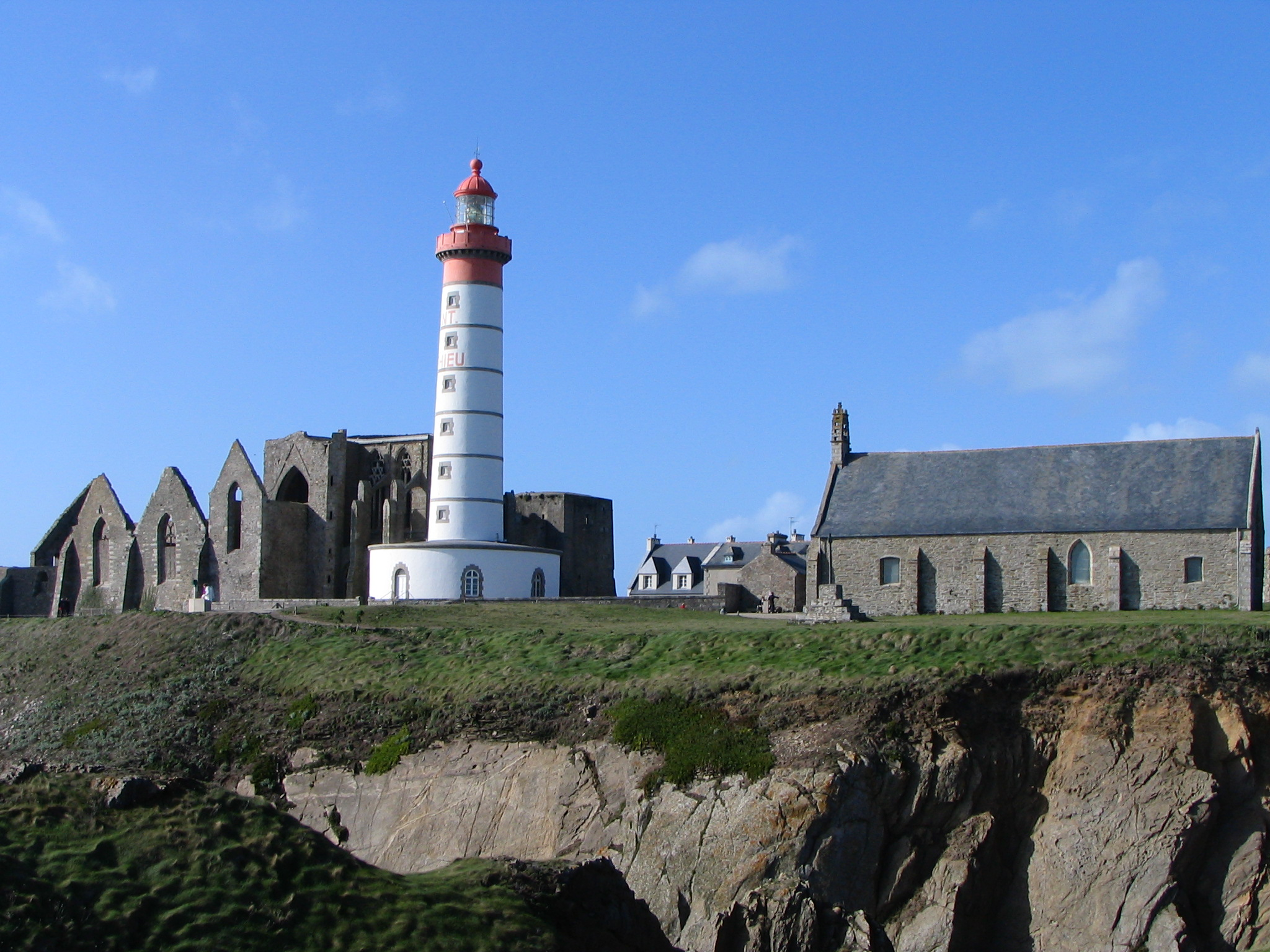
Une partie des indemnisations de l'Amoco a servi à la restauration partielle de l'abbaye Saint-Mathieu.

Les indemnisations sont versées aux collectivités sans obligation d'utilisation, ce qui suscite beaucoup de critiques lorsque ces communes choisissent de répartir ces sommes dans la construction d'écoles, de jardins publics ou la réfection des voiries.

Par ce procès, la condamnation du groupe pétrolier américain Amoco à compenser les dommages environnementaux (plutôt qu'une réparation du préjudice écologique) participe à l'instauration d'un régime fondé sur le principe du pollueur-payeur.
En 2024 (soit 46 ans après le naufrage), il est indiqué lors d'une réunion publique que des déchets de l'Amoco Cadiz sont toujours stockés sur un terrain situé à Donges, en bord de Loire, et qu'il n'est pas prévu d'y toucher.

### Épave
Le site de l'épave est devenu un spot de plongée sous-marine : elle est visitée par les plongeurs, sous réserve de conditions météorologiques favorables, par courant calme lors de l’étale. Située à partir d'une trentaine de mètres sous la surface de l’eau, des débris sont répandus sur une zone de 600 m de long,.

## Dans la culture populaire
Cette section ne s'appuie pas, ou pas assez, sur des sources secondaires ou tertiaires indépendantes du sujet. Le texte peut contenir des analyses inexactes ou inédites de sources primaires.
Pour l'améliorer, ajoutez-en, ou placez des modèles {{Source secondaire souhaitée}} ou {{Source secondaire nécessaire}} sur les passages mal sourcés. (juin 2022)
Cet épisode dramatique a inspiré les artistes suivants : 
- René Vautier a réalisé un long-métrage sur la catastrophe : Marée noire, colère rouge (1978), qui critique non seulement l'industrie pétrolière mais aussi la désinformation d'État au sujet du naufrage et de la pollution ;
- Tri Yann a écrit deux chansons sur la catastrophe : une chanson intitulée Le soleil est noir, sur l'album Urba (1978), reprise depuis à chacun de leurs concerts, et une autre nommée Gwerz Porsal sur l'album Le Pélégrin (2001) ;
- Alain Barrière a, lui aussi, écrit une chanson sur cette catastrophe, titrée Amoco ;
- Jean-Michel Caradec en a fait également une chanson, titrée Portsall ;
- Léo Ferré y fait indirectement référence dans sa chanson La Mer noire (album La Violence et l'Ennui, 1980) ;
- Les Goristes ont écrit une chanson sur cette catastrophe et d'autres, intitulée Bretagne is beauty fuel ;
- La chanson Un bateau mais demain d'Anne Sylvestre en est également inspirée[57],[58] ;
- Allain Leprest y fait également allusion dans sa chanson Tout ce qui est dégueulasse porte un joli nom (interprétée par Jean-Louis Foulquier puis reprise par Olivia Ruiz dans l'album Chez Leprest) ;
- Visant Seité a écrit une gwerz en breton sur la catastrophe intitulée « Al Lanv Du » (la marée noire) qui fut interprétée par la chanteuse léonarde Mona Bodenneg ;
- Marie-Hélène Prouteau, a écrit le roman L'Enfant des vagues, éditions Apogée, 2014[59],[60], où un jeune garçon a à cœur de sauver les oiseaux mazoutés ;
- le rappeur MC Circulaire, y fait une allusion dans sa chanson BZH : « Une minute de silence pour l'Amoco Cadiz »[61] ;
- Une marée noire, album jeunesse de Marie Lenne Fouquet illustré par Marjorie Béal aux éditions Kilowatt, 2018 ;
- La bande dessinée Bleu pétrole de Gwénola Morizur et Fanny Montgermont (éditions Bamboo, 2017) raconte le drame du naufrage tel qu'il a été vécu par le maire de Portsall et sa famille, leur lutte avec les habitants des rivages bretons pour nettoyer les plages et obtenir justice.